# جبهة العمل الروسية المتحدة
جبهة العمل الروسية المتحدة (بالروسية: Российский объединённый трудовой фронт; РОТ ФРОНТ)‏ هو حزب شيوعي في روسيا. تم تشكيله من قبل الجبهة اليسارية، حزب العمال الشيوعي الروسي والعديد من النقابات في 4 ديسمبر 2012. في 27 فبراير 2020 بناءً على طلب قانون "حول الأحزاب السياسية"، قامت المحكمة العليا لروسيا بتصفية الحزب بدعوى من وزارة العدل لعدم مشاركته الكافية في الانتخابات الإقليمية لمدة 7 سنوات.